# Polyrytmik
Polyrytmik är när två eller flera inkongruenta, olika, rytmer spelas till varandra, men där rytmernas mest betonade slag, ettan i takten, sammanfaller. I polyrytmik bevaras alltså längden av en takt men takten delas in olika, till exempel en rytm med tre slag per takt mot en med två slag per takt. Med andra ord: Att spela flera inkongruenta rytmer inom samma takt är att spela polyrytmiskt. Polymetrik är ett närliggande begrepp, men där är det istället längden på taktslagen som är gemensam, medan takterna har olika längd.

### Fotnoter
1. ↑  Sohlmans musiklexikon, uppslagsord: Polyrytmik.